# Trương Phong
Trương Phong (chữ Hán: 张丰, ? – 28), không rõ người ở đâu, là thủ lĩnh quân phiệt đầu đời Đông Hán trong lịch sử Trung Quốc. Ông vốn là tướng lãnh dưới quyền Quang Vũ đế, sau đó khởi binh hưởng ứng Yên vương Bành Sủng, trở thành một trong các thủ lĩnh quân phiệt.

## Cuộc đời và sự nghiệp
Phong vốn là Trác quận thái thú dưới quyền Quang Vũ đế.
Phong thích phương thuật, có kẻ phương sĩ nói ông sẽ làm Hoàng đế, dùng túi ngũ sắc bọc một hòn đá, treo lên khuỷu tay của ông, nói: "Có ngọc tỷ trong hòn đá." Ông tin lời ấy, nên vào mùa đông năm Kiến Vũ thứ 3 (27), khởi binh hưởng ứng Yên vương Bành Sủng, tự xưng Vô thượng đại tướng quân.
Tháng 5 năm sau (28), tướng Hán là bọn Chinh lỗ tướng quân Sái Tuân, Kiến nghĩa đại tướng quân Chu Hỗ, Kiến uy đại tướng quân Cảnh Yểm, Kiêu kị tướng quân Lưu Hỷ cất quân chinh phạt Phong. Công tào của ông là Mạnh Quăng bắt trói chủ tướng xin hàng. Trước lúc bị xử chém, Phong vẫn còn nói: "Trên khuỷu tay của ta có hòn đá, bên trong có ngọc tỷ." Sái Tuân lấy chùy đạp tan hòn đá, ông mới biết mình bị lừa, ngửa mặt lên trời than dài: "Ta thật đáng chết, chết không oán hận gì nữa!"